# Yamaha Motors Football Club 1982
Questa voce raccoglie le informazioni riguardanti lo Yamaha Motors Football Club nelle competizioni ufficiali della stagione 1982.

## Stagione
La stagione 1982 vide lo Yamaha Motors risalire prontamente in massima divisione dominando la classifica della seconda divisione fino a ottenere il primo posto, valido per la promozione diretta. Eliminato alle semifinali della Coppa di Lega a causa di una sconfitta contro lo Yanmar Diesel dopo i tiri di rigore, al termine della stagione lo Yamaha Motors ebbe modo di vincere il suo primo trofeo prevalendo in Coppa dell'Imperatore: dopo aver eliminato squadre più accreditate come i campioni nazionali del Mitsubishi Heavy Industries e lo Yomiuri, in finale la squadra sconfisse il Furukawa Electric grazie a un gol segnato nei tempi supplementari.

## Rosa
Le maglie sono prodotte dalla Puma.
| Manica sinistra · Manica sinistra · Maglietta · Maglietta · Manica destra · Manica destra · Pantaloncini · Calzettoni | Manica sinistra · Manica sinistra · Maglietta · Maglietta · Manica destra · Manica destra · Pantaloncini · Calzettoni |  |

## Organigramma societario
Area tecnica
- Allenatore: Ryūichi Sugiyama
- Vice allenatore: Kikuo Konagaya e Yasuki Takada
- Collaboratore tecnico: Yoshio Usui

## Rosa
| N. |                     | Ruolo | Calciatore                |
| -- | ------------------- | ----- | ------------------------- |
|    | Giappone (bandiera) | P     | Tatsuya Honda             |
|    | Giappone (bandiera) | P     | Takeshi Machida           |
|    | Giappone (bandiera) | P     | Akiyoshi Ohashi           |
|    | Giappone (bandiera) | D     | Yukio Hashine             |
|    | Giappone (bandiera) | D     | Yoshinori Ishigami        |
|    | Giappone (bandiera) | D     | Masao Ishikawa (Capitano) |
|    | Giappone (bandiera) | D     | Masakazu Suzuki           |
|    | Giappone (bandiera) | D     | Mitsuru Taura             |
|    | Giappone (bandiera) | D     | Hideyuki Terai            |
|    | Giappone (bandiera) | D     | Takashi Uchida            |
|    | Giappone (bandiera) | D     | Masaru Uchiyama           |
|    | Giappone (bandiera) | D     | Masakuni Yamamoto         |
|    | Giappone (bandiera) | D     | Masaaki Yanagishita       |
|    | Giappone (bandiera) | D     | Hiroshi Yazaki            |
|    | Giappone (bandiera) | C     | Masafumi Ezaki            |

| N. |                     | Ruolo | Calciatore             |
| -- | ------------------- | ----- | ---------------------- |
|    | Giappone (bandiera) | C     | Yasunori Hiroha        |
|    | Giappone (bandiera) | C     | Kazuaki Nagasawa       |
|    | Giappone (bandiera) | C     | Nobushige Oki          |
|    | Giappone (bandiera) | C     | Atsushi Uchiyama       |
|    | Giappone (bandiera) | C     | Toshiyuki Watanabe     |
|    | Giappone (bandiera) | C     | Mitsunori Yoshida      |
|    | Giappone (bandiera) | A     | Yoshitake Fushimi      |
|    | Giappone (bandiera) | A     | Hidefumi Kaminagayoshi |
|    | Giappone (bandiera) | A     | Yoshinori Matsuzaki    |
|    | Giappone (bandiera) | A     | Masahiro Miwa          |
|    | Giappone (bandiera) | A     | Kazuhito Mochizuki     |
|    | Giappone (bandiera) | A     | Takayuki Okino         |
|    | Giappone (bandiera) | A     | Fuminori Shida         |
|    | Giappone (bandiera) | A     | Hideyuki Ujihara       |

## Statistiche

### Statistiche di squadra
| Competizione          | Punti | Totale | Totale | Totale | Totale | Totale | Totale | DR  |
| Competizione          | Punti | G      | V      | N      | P      | Gf     | Gs     | DR  |
| --------------------- | ----- | ------ | ------ | ------ | ------ | ------ | ------ | --- |
| JSL Division 2        | 29    | 18     | 12     | 5      | 1      | 35     | 11     | +24 |
| JSL Cup               | -     | 3      | 2      | 0      | 1      | 3      | 1      | +2  |
| Coppa dell'Imperatore | -     | 5      | 5      | 0      | 0      | 7      | 1      | +6  |
| Totale                | -     | 26     | 25     | 12     | 2      | 45     | 13     | +32 |

### Statistiche dei giocatori
| Giocatore      | JSL Division 1 | JSL Division 1 | JSL Cup  | JSL Cup | Coppa dell'Imperatore | Coppa dell'Imperatore | Totale   | Totale |
| Giocatore      | Presenze       | Reti           | Presenze | Reti    | Presenze              | Reti                  | Presenze | Reti   |
| -------------- | -------------- | -------------- | -------- | ------- | --------------------- | --------------------- | -------- | ------ |
| Y. Ishigami    | ?              | ?              | ?        | ?       | 1+                    | ?                     | 1+       | ?      |
| A. Ohashi      | ?              | ?              | ?        | ?       | 1+                    | -?                    | 1+       | 0+     |
| M. Miwa        | ?              | ?              | ?        | ?       | 1+                    | 1+                    | 1+       | 1+     |
| K. Mochizuki   | ?              | ?              | ?        | ?       | 1+                    | ?                     | 1+       | ?      |
| K. Nagasawa    | ?              | ?              | ?        | ?       | 1+                    | ?                     | 1+       | ?      |
| T. Okino       | ?              | ?              | ?        | ?       | 1+                    | ?                     | 1+       | ?      |
| M. Suzuki      | ?              | ?              | ?        | ?       | 1+                    | ?                     | 1+       | ?      |
| A. Uchiyama    | ?              | ?              | ?        | ?       | 1+                    | ?                     | 1+       | ?      |
| M. Yamamoto    | ?              | ?              | ?        | ?       | 1+                    | ?                     | 1+       | ?      |
| M. Yanagishita | ?              | ?              | ?        | ?       | 1+                    | ?                     | 1+       | ?      |
| M. Yoshida     | ?              | ?              | ?        | ?       | 1+                    | ?                     | 1+       | ?      |